# Kaczor (raper)
Kaczor, właśc. Dominik Kaczmarek (ur. 30 października 1979 w Poznaniu) – polski raper. Działalność artystyczną rozpoczął w zespole Rapscalion X, w którym występował w latach 1994–1995, w tym samym roku zespół przyjął nazwę Killaz Group którego członkiem był, aż do rozwiązania zespołu w 2008 roku. Był także członkiem kolektywu PDG Kartel.
W 2009 roku nagrał utwór pt. „Ten dzień” z okazji walki Jędrzeja „Węgorza” Kubskiego w formule MMA na gali XFS2, która odbyła się 7 lutego tego samego roku w Poznaniu. W lutym 2010 roku raper uzyskał nominację w plebiscycie Podsumowanie 2009 serwisu Poznanskirap.com w kategorii artysta roku.
1 grudnia 2010 roku nakładem Szpadyzor Records ukazał się pierwsza solowa płyta Kaczora, zatytułowana Przyjaźń, duma, godność.

## Dyskografia
Albumy solowe
| Rok                        | Album                                                                           | Pozycja na liście |
| Rok                        | Album                                                                           | POL               |
| -------------------------- | ------------------------------------------------------------------------------- | ----------------- |
| 2010                       | Przyjaźń, duma, godność - Data: 1 grudnia 2010 - Wydawca: Szpadyzor Records     | –                 |
| 2014                       | Most na rzece odkupienia - Data: 20 września 2014 - Wydawca: MVP Records        | 43                |
| 2016                       | Ostatni bastion - Data: 30 września 2016 - Wydawca: Szpadyzor Records           | 39                |
| 2017                       | Zła krew (EP) (oraz Pih) - Data: 6 października 2017 - Wydawca: Pihszou Records | 6                 |
| 2021                       | Z zimną krwią (oraz Pih) - Data: 22 października 2021 - Wydawca: StoproRap      | 5                 |
| 2025                       | Manuskrypt - Data: 4 lipca 2025 - Wydawca: My Music                             | 53                |
| „–” album nie był notowany |                                                                                 |                   |

Gościnnie
| Rok  | Utwór | Album                                          |
| ---- | --- | ---------------------------------------------- |
| 2002 | „Druga strona medalu” (Donguralesko, gościnnie: DJ Orko, Kaczor) „P.D.G” (Donguralesko, gościnnie: Projekt Własny Styl, Więcej THC, Koni, Dontommalone, Kaczor, Rafi) | Opowieści z betonowego lasu                    |
| 2004 | „Respekt” (Projekt Własny Styl, gościnnie: Kaczor, Qlop) | PDG Rapertuar                                  |
| 2005 | „Twarda szkoła” (RR Brygada, gościnnie: Kaczor) | Zasada                                         |
| 2006 | „Nie lubisz mnie?” (Donguralesko, DJ Kostek, gościnnie: Kaczor) | Jointy, konserwy, muzyka bez przerwy           |
| 2007 | „Czwórka” (WhiteHouse, gościnnie: Czwórka) | Kodex 3: Wyrok                                 |
| 2007 | „Pimpuś” (Donguralesko, Matheo, gościnnie: Kaczor, RY23) „Na żywo z Poznania” (Donguralesko, Matheo, gościnnie: Rafi, Peja, Kaczor) „Karma” (Matheo RMX) (Donguralesko, Matheo, gościnnie: Kaczor, Jamal) „Manewry” (Matheo RMX) (Donguralesko, Matheo, gościnnie: Kaczor, RY23) „Manewry” (Screw & Chopped RMX) (Donguralesko, Matheo, gościnnie: Kaczor, RY23) | Manewry mixtape. Z cyklu janczarskie opowieści |
| 2008 | „Rany kłute” (Pih, gościnnie: Kaczor, Ero, Fokus) | Kwiaty zła                                     |
| 2008 | „Szkoła życia” (Rychu Peja SoLUfka, gościnnie: Kaczor) | Styl życia G’N.O.J.A.                          |
| 2008 | „Co mnie nie zabije” (PTP, gościnnie: Kaczor) | Ulice tego słuchają                            |
| 2009 | „Jeden z tych” (Paluch, gościnnie: Kaczor) | Pewniak                                        |
| 2009 | „Zgoda buduje” (Sobota, gościnnie: 4P, Kaczor) | Urodzony by przegrać, żyje by wygrać           |
| 2009 | „5 styli” (Słoń, gościnnie: Kaczor, Shellerini, Koni, Paluch) | Chore melodie                                  |
| 2009 | „Born With It” (Brożas & Buczer, gościnnie: Caddy Pack, Kaczor, Zelo) | Cza$ to pieniądz                               |
| 2009 | „Mam to we krwi” (WSRH, gościnnie: Kaczor) | Unhuman Mixtape                                |
| 2009 | „Śmiertelna pasja rap” (Rychu Peja SoLUfka, gościnnie: Kaczor) | Na serio                                       |
| 2010 | „Zrób to głośniej” (Beat Squad, gościnnie: WSRH, Kaczor) | O czym szumią liście                           |
| 2010 | „Czysta poezja (Nieopublikowany)” (Shellerini, gościnnie: Kaczor) „5 styli” (Shellerini, gościnnie: Paluch, Koni, Kaczor, Słoń) „Rap, pasja, bit” (Shellerini, gościnnie: Kaczor) | Gościnnie... Shellerini                        |
| 2010 | „Bezsenność” (Aifam, gościnnie: Kaczor) | Ponad tym                                      |
| 2010 | „Szatańskie wersety” (Pih, gościnnie: WSRH, Kaczor) | Dowód rzeczowy nr 1                            |
| 2011 | „Nie będę tańczył (Blend)” (DJ Soina, gościnnie: Kaczor) | Kręci mnie vinyl                               |
| 2011 | „Pareset słów” (Shellerini, gościnnie: Kaczor, Onar) | PDG Gawrosz                                    |
| 2011 | „Nić Ariadny” (Mrokas, gościnnie: Kaczor, Waber) | Mrok w mieście                                 |
| 2011 | „Dzieci” (Kajman, gościnnie: Kaczor, Paluch) | K2                                             |
| 2012 | „Słowiańska krew” (Donatan, gościnnie: Kaczor, donGURALesko, Rafi, Ry23, Shellerini) | Równonoc. Słowiańska dusza                     |
| 2012 | „Nienawidzę raperów” (Wini, gościnnie: Kieru, Rena, Smagalaz, Żurom, DJ Feel-X, VNM, Warszafski Deszcz, Sage, Brejdaki, Kaczor, Sobota, Psycho Stach, B.R.O, HK Rufijok, Matheo) | Bóg jest miłością                              |
| 2013 | „Bilet w jedną stronę” (DJ Soina, gościnnie: Shellerini, Kaczor) | Kręci mnie vinyl 2                             |
| 2014 | „Nie pójdę z tobą na dno” (Kafar, gościnnie: Kaczor) | Panaceum                                       |
| 2014 | „Wielkomiejski sznyt” (Pih, gościnnie: Kaczor, Borixon) | Kino nocne                                     |
| 2014 | „Dla ulic” (Donguralesko, gościnnie: Kaczor, Miodu) | Kroniki betonowego lasu                        |
| 2014 | „Być człowiekiem” (RY23, gościnnie: Kaczor, KęKę) | Obudź się                                      |
| 2014 | „Materializm” (RY23, Rudi, gościnnie: Kaczor) | Western 4 – W samo południe                    |
| 2015 | „Umiejętności” (Steel Banging, gościnnie: Kaczor, Pih) | Dwie strony świata                             |
| 2016 | „10” (DJ Decks, gościnnie: VNM, Kaczor, Oxon) | Mixtape 5                                      |

## Teledyski
Solowe
| Rok  | Tytuł                                                                        | Reżyseria / realizacja | Album                    |
| ---- | ---------------------------------------------------------------------------- | ---------------------- | ------------------------ |
| 2007 | „Stoprocent Tour” (Peja, Gural, Kaczor, Pih, Borixon, Kajman, Sobota, Miodu) | Filip Tymczyszyn       |                          |
| 2008 | „Rap, pasja, bit” (gościnnie: Sheller)                                       | Flow Media             |                          |
| 2010 | „Przyjaźń, duma, godność”                                                    | Grupa 13               | Przyjaźń, duma, godność  |
| 2010 | „From H-Town to Poznań” (gościnnie: Paul Wall, Shellerini)                   | Filip Wendland         | Przyjaźń, duma, godność  |
| 2011 | „Szukając siebie”                                                            | 360studios             | Przyjaźń, duma, godność  |
| 2011 | „Ile dni”                                                                    | 360studios             | Przyjaźń, duma, godność  |
| 2014 | „Wiem kim jestem” (gościnnie: Ina)                                           | 4zero4                 | Most na rzece odkupienia |
| 2014 | „Wszechstylowy Blitzkrieg” (gościnnie: Trzeci Wymiar)                        | 9 Liter Filmy          | Most na rzece odkupienia |
| 2014 | „Z prawdą na bakier” (gościnnie: Ero)                                        | Bassmedia              | Most na rzece odkupienia |
| 2014 | „Odkupienie”                                                                 | 360studios             | Most na rzece odkupienia |
| 2014 | „Historia jakich wiele”                                                      | Bassmedia              | Most na rzece odkupienia |
| 2014 | „#Hot16Challenge”                                                            |                        |                          |
| 2015 | „3210”                                                                       | Bassmedia              | Most na rzece odkupienia |
| 2015 | „A na imię mam...” (gościnnie: Kajman)                                       | Bassmedia              | Most na rzece odkupienia |
| 2016 | „A.M.S.” (gościnnie: DJ Decks)                                               | Bassmedia              | Ostatni bastion          |
| 2016 | „Miasto nas wciąga” (gościnnie: Pih, Sobota)                                 | Smoła Studio           | Ostatni bastion          |
| 2016 | „Nauka”                                                                      | Smoła Studio           | Ostatni bastion          |
| 2016 | „Gorszy sort” (gościnnie: Peja)                                              | Bassmedia              | Ostatni bastion          |
| 2016 | „Wrzask” (gościnnie: WSRH)                                                   | Smoła Studio           | Ostatni bastion          |

Gościnnie
| Rok  | Tytuł                                                                                | Reżyseria / realizacja   | Album                      |
| ---- | ------------------------------------------------------------------------------------ | ------------------------ | -------------------------- |
| 2008 | „Dla moich ludzi” (DJ Decks, gościnnie: Kaczor, DonGURALesko, Peja)                  | Grupa 13                 | Mixtape Vol. 4             |
| 2009 | „Szkoła życia” (Peja, gościnnie: Kaczor)                                             | GCM                      | Styl życia G’N.O.J.A.      |
| 2012 | „Słowiańska krew” (Donatan, gościnnie: DonGURALesko, Kaczor, Shellerini, Rafi, Ry23) | Piotr Smoleński          | Równonoc. Słowiańska dusza |
| 2013 | „Bilet w jedną stronę” (DJ Soina, gościnnie: Shellerini, Kaczor)                     | Smoła Studio             | Kręci mnie vinyl 2         |
| 2014 | „Być człowiekiem” (RY23, gościnnie: Kaczor, KęKę)                                    | Krzysztof „CRK” Cichocki | Obudź się                  |
| 2015 | „Umiejętności” (Steel Banging, gościnnie: Kaczor, Pih, Chives)                       | Bassmedia                | Dwie strony świata         |

## Nagrody i wyróżnienia
| Rok  | Kategoria                                                            | Nagroda                            | Uwagi       | Źródła |
| ---- | -------------------------------------------------------------------- | ---------------------------------- | ----------- | ------ |
| 2010 | Impreza Roku 2009 (Paul Wall, Peja, Kaczor, Gandzior, Trzeci Wymiar) | Podsumowanie 2009/Poznanskirap.com | 5. miejsce  | [ 64 ] |
| 2010 | Wydarzenie Roku 2009 (odejście z PDG Kartel)                         | Podsumowanie 2009/Poznanskirap.com | 2. miejsce  | [ 64 ] |
| 2010 | Artysta Roku 2009                                                    | Podsumowanie 2009/Poznanskirap.com | 10. miejsce | [ 64 ] |